# Abraham Kaau-Boerhaave

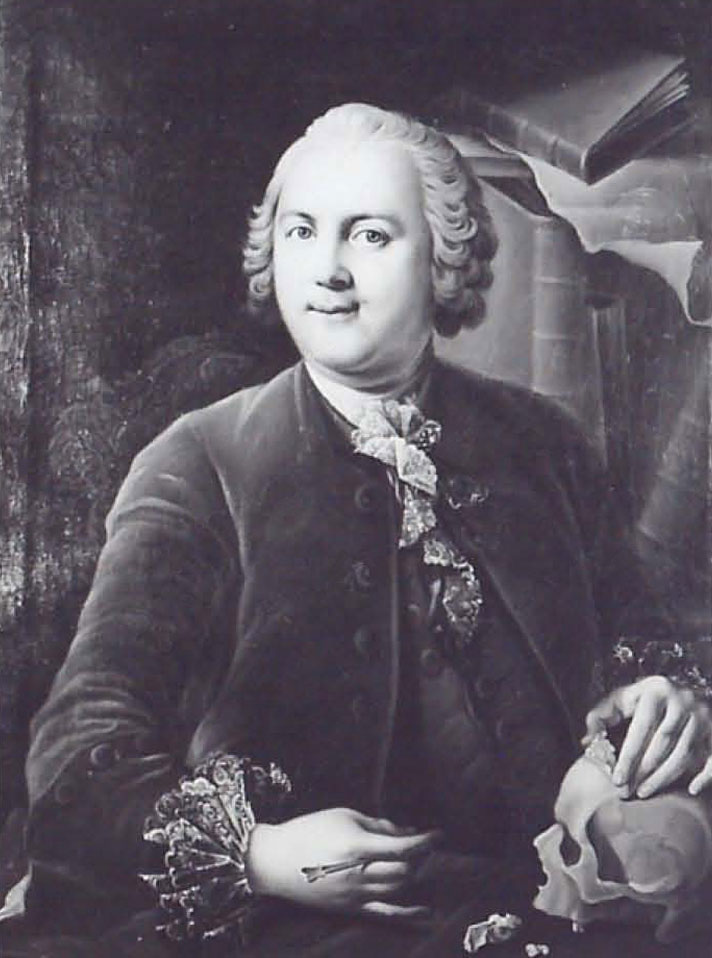
Abraham Kaau-Boerhaave

Abraham Kaau-Boerhaave (auch: Abraham Kaauw, Cau, russisch Абрахам Каау-Бургав; * 5. Januar 1715 in Den Haag; † 14. Juni 1758 in Sankt Petersburg) war ein niederländischer Mediziner. 

## Leben
Abraham war der Sohn des Den Haager Arztes Jakob Kaau (getauft 21. Juni 1658 in Den Haag; † 25. August 1728 ebenda) und dessen am 21. März 1701 geheirateten Frau Magdalena Boerhaven (* 21. April 1667 in Voorhout; † 11. Juni 1720 in Leiden). Er erhielt am 8. Januar 1715 in Den Haag seine Taufe. 1733 begann er an der Universität Leiden ein Studium der Medizin aufzunehmen. Hier besuchte er die Vorlesungen bei seinem Onkel Herman Boerhaave, bei Bernhard Siegfried Albinus, Adriaan van Royen und Hieronymus David Gaub. 1736 erlitt er eine Gehörstörung, so dass er nur noch über Zeichensprache und schriftliche Notizen kommunizieren konnte. 
Nachdem er 1737 die lateinische Rede de gaudiis alchemistarum publiziert hatte, machte er auf sich aufmerksam und erhielt von den Kuratoren der Leidener Hochschule dafür eine Goldmedaille. 1738 promovierte er mit der Arbeit de scirrho zum Doktor der Medizin. Danach wurde er als Arzt in Den Haag tätig und man berief ihn am 2. November 1744 zum Mitglied der kaiserlich russischen Akademie der Wissenschaften in St. Petersburg. Auf Rat seines Bruders Herman Kaau-Boerhaave zog er 1746 nach Sankt Petersburg und erhielt dort eine Tätigkeit am Hospital der Admiräle. Am 7. November 1747 erhielt er die Professur der Anatomie und Physiologie an der Universität Sankt Petersburg. Da sein Bruder ohne Erben war, erhielt Kaau den gesamten Nachlass seines Onkels und führte fortan dessen Nachnamen. Kaau hatte sich auf dem Gebiet der Veterinärmedizin einen Namen gemacht und durch sein geschichtliches Anatomiebuch menschlicher Abnormitäten hervorgehoben. Er verstarb, ohne Nachkommen hinterlassen zu haben.

## Werke
- Oratio de gaudiis alchemistarum. Leiden 1737, 1743
- Dissertatio inauguralis de squirrho. Leiden 1738
- Perspiratio Hippocrati dicta anatomice illustrata. Leiden 1738 (Online), 1745
- Impetum faciens dictum Hippocrati per corpus consentiens philologice et physiologice illustratumm observationibus et experimentis passim firmatum. Leiden 1745 (Online)
- Historia anatomica infantis, cujus pars corporis inferior monstrosa. St. Petersburg 1754 (Online)
- Sermo academicus de iis, quae virum medicum perficiunt et exornant Petropoli habitus. St. Petersburg 1750, Leiden 1752 (Online)